# Orthocentrus
Orthocentrus är ett släkte av steklar som beskrevs av Johann Ludwig Christian Gravenhorst 1829. Orthocentrus ingår i familjen brokparasitsteklar.

## Bildgalleri

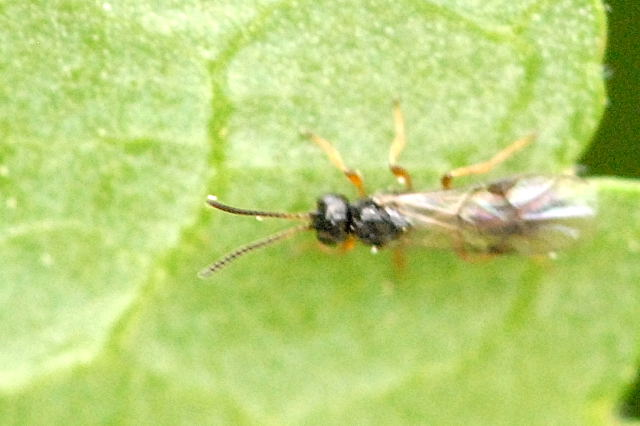

## Dottertaxa tillOrthocentrus, i alfabetisk ordning[1][2]
- Orthocentrus ambiguus
- Orthocentrus anomalus
- Orthocentrus asper
- Orthocentrus attenuatus
- Orthocentrus bilineator
- Orthocentrus canariensis
- Orthocentrus castellanus
- Orthocentrus compressicoxis
- Orthocentrus corrugatus
- Orthocentrus daucus
- Orthocentrus decoratus
- Orthocentrus defossus
- Orthocentrus deletus
- Orthocentrus elongaticornis
- Orthocentrus excalibur
- Orthocentrus facialis
- Orthocentrus frontator
- Orthocentrus fulvipes
- Orthocentrus hirsutor
- Orthocentrus hirtus
- Orthocentrus immundus
- Orthocentrus indistinctus
- Orthocentrus insularis
- Orthocentrus intermedius
- Orthocentrus lativalvis
- Orthocentrus limpidus
- Orthocentrus lineatus
- Orthocentrus longiceps
- Orthocentrus longicornis
- Orthocentrus lucens
- Orthocentrus macrocerus
- Orthocentrus marginatus
- Orthocentrus mediocris
- Orthocentrus monilicornis
- Orthocentrus neglectus
- Orthocentrus nigricornis
- Orthocentrus nigristernus
- Orthocentrus orbitator
- Orthocentrus pallidifrons
- Orthocentrus palpalis
- Orthocentrus patulus
- Orthocentrus petiolaris
- Orthocentrus primus
- Orthocentrus protervus
- Orthocentrus pulcher
- Orthocentrus punctatissimus
- Orthocentrus radialis
- Orthocentrus rovensis
- Orthocentrus rufescens
- Orthocentrus rufipes
- Orthocentrus rugulosus
- Orthocentrus sannio
- Orthocentrus semiflavus
- Orthocentrus spurius
- Orthocentrus stigmaticus
- Orthocentrus strigatus
- Orthocentrus testaceipes
- Orthocentrus tetrazonatus
- Orthocentrus thomsoni
- Orthocentrus trichomma
- Orthocentrus trifasciatus
- Orthocentrus tuberculatus
- Orthocentrus urbanus
- Orthocentrus winnertzii